# Malocampa argentata
Malocampa argentata är en fjärilsart som beskrevs av Druce 1895. Malocampa argentata ingår i släktet Malocampa och familjen tandspinnare. Inga underarter finns listade i Catalogue of Life.